# Dingling
Die Dingling (chinesisch 丁零, Pinyin Dīnglíng) waren ein antikes Volk in Südsibirien. Sie lebten ursprünglich am Oberlauf des Flusses Lena, westlich des Baikalsees. Im dritten Jahrhundert vor Christus begannen sie sich nach Westen hin auszudehnen. Sie waren Teil des Reichs der Xiongnu (Hsiung-Nu). Sie waren vermutlich ein Turkvolk und werden oft als Vorfahren der heutigen Uiguren eingeordnet. Sowohl der Name „Uigur“ (aus Oghur) als auch die sprachliche Identität der Dingling stehen in naher Verwandtschaft zueinander.

## Geschichte

### Name
Der Name Dingling scheint eine frühe Form von Tiele gewesen zu sein (aus dem Chinesischen transkribiert: *thet-lək). Der Name geht auf das türkische *tegrek (Felge, Ring, Rad) zurück und bedeutete ursprünglich „Wagen, Karre“ (= tragbare nomadische Behausung). Die semantische Assoziation von „Karren“ mit den türkischen Nomaden taucht in der Bezeichnung Gaoche „Hoher Karren“ auf, einem der chinesischen Begriffe, die für die Tiele und später die von ihnen stammenden Uiguren verwendet wurden.

### Ursprünge
Es ist nur wenig bekannt über die Herkunft der Dingling. Zu Beginn waren sie vor allem Jäger, Fischer und Sammler. Im zweiten Jahrhundert wurden sie von Mao-tun Khan zusammen mit 26 anderen Stämmen unterworfen, darunter auch die Yuezhi und Wusun. Nördlich der Dingling, am Oberlauf des Jenissei, lebten die Gekun (鬲昆), die später Jenissei-Kirgisen genannt wurden. Westlich am Irtysch lebten die Hujie (呼揭). Andere Nachbarstämme waren die Hunyu (浑庾), Qushe (屈射) und Xinli (薪犁), die jedoch nur einmal in den chinesischen Berichten erwähnt werden. Ihre exakte Position ist unbekannt. Nach einer Biografie aus einer Schrift des 6. Jahrhunderts n. Chr., bekannt als Weishu, könnten die Dingling von den Chidi (赤狄) abstammen, die während der Zeit der Frühlings- und Herbstannalen an der chinesischen Nordgrenze gesiedelt haben.

### Unter den Xiongnu
Nachdem die Dingling von den Xiongnu erobert wurden, waren sie lange Teil von deren Reich. 71 v. Chr. aber kam es zu einem Aufstand der Dingling gemeinsam mit andern Stämmen, die daraufhin selbstständig wurden. 60 v. Chr. griffen sie gemeinsam mit den Wusun und Wuhuan die Xiongnu an. 51 v. Chr. konnten sie aber wieder von den Xiongnu unter Zhizhi Shanyu unterworfen werden.
Einige Gruppen der Dingling haben sich während der Regentschaft Wang Mangs in China angesiedelt.
85 v. Chr. waren sie am Sturz der Xiongnu durch die Xianbei beteiligt. Sie wurden bald Teil der Nord-Xiongnu und der Xianbei unter Tanshihuai (檀石槐). Dort waren sie entweder Teil des Stammes der Toba oder mit diesen identisch. Nachdem die Nord-Xiongnu von anderen Stämmen besiegt worden waren und der Herrscher der Xianbei gestorben war, zogen viele Dingling nach Süden. Dort waren sie an der Bildung der Stämme der Gaoche und Tiele beteiligt.

## Kultur
Die Kultur der Dingling wurde vor allem in den Ausgrabungen der Gräber von Noin-Ula in der nördlichen Mongolei erkundet. Dort gibt es über 212 Grabhügel. In diesen finden sich drei Gruppen von Grabbeigaben:
- Importierte Waren aus China, vor allem Seide
- Aus dem Westen importierte Waren, aus Baktrien und Persien, die von der hellenistischen Kultur beeinflusst wurden.
- Erzeugnisse lokaler Handwerker

Die Gegenstände chinesischer Herkunft besitzen daoistische Elemente und Ideogramme, darunter bildliche Darstellungen daoistischer Legenden und Erzählungen. Die Objekte westlichen Ursprungs kamen über wirtschaftliche Beziehungen der Xiongnu in die Region. Aus Baktrien und Persien, die stark von der griechischen Kultur beeinflusst waren, kamen vor allem Luxusgüter. Unter den Grabbeigaben finden sich auch Wollstickereien mit Abbildungen von Häuptlingen und Szenen aus dem täglichen Leben sowie hellenistischen Pflanzenmotiven.
Die Fürsten wurden in zwei Särgen bestattet, einem inneren und einem äußeren. Die Kleidung war aus Fell, verziert mit Gold und Silber.
Nach der Meinung russischer Sprachwissenschaftler sprachen die Dingling eine Aktivsprache  und bildeten eine sprachlich einheitliche Gruppe. Heinrich Werner zählt die Dingling zur Baikal-Sibirischen Gruppe, wie auch die Völker am Jenissei (Jenisseische Sprachen) und andere.
Hyun Jin Kim und einige andere Forscher behaupten, dass die Dingling eine Turksprache sprachen.